# FK Zemun
O Fudbalski Klub Zemun (sérvio:Фудбалски клуб Земун) é uma equipe de futebol do bairro de Zemun, na cidade de Belgrado, Sérvia. Suas cores são azul e verde.
Foi fundado em 1946 como Jedinstivo Zemun. Em 1969 o Sremac Zemun e o Sparta Zemun se fundiram e formaram o FK Galenika Zemun. Apenas em 1986 o clube adotou seu atual nome FK Zemun.
Disputa suas partidas no Zemun Stadium, em Belgrado, que tem capacidade para 15.000 espectadores. Este estádio já foi palco de 2 grandes shows no início da década de 90: Tina Turner e Bob Dylan.
A equipe compete atualmente na segunda divisão do Campeonato Sérvio, onde conseguiu sua melhor colocação na divisão principal o quarto lugar em 1992/93 e 1993/94. Na Copa da Iugoslávia, foi semi-finalista em 3 oportunidades: em 1982, 1993, 2000 (nesta última perdeu pro Napredak Kruševac nos pênaltis). Já em 2008, chegou pela primeira vez à final de uma competição nacional, quando perdeu na final da Copa da Sérvia para o Partizan por 3 a 0.
Nunca disputou nenhuma competição européia importante (com exceção da Copa Intertoto da UEFA).

## História
Imediatamente após o fim da Segunda Guerra Mundial, as atividades esportivas em Zemun foram restauradas. No início de 1945, foi formado o clube FK Maksim Divnić, batizado em homenagem a um jogador com esse nome que jogou antes da guerra e que morreu como lutador Partisan durante a guerra. Depois de apenas algumas partidas disputadas, o clube mudou seu nome para FK Sremac Zemun. No final desse ano, outro clube também é formado em Zemun, FK Sparta Zemun. Em 20 de outubro de 1946, os dois clubes se fundiram para formar uma nova sociedade esportiva cuja seção de futebol era FK Jedinstvo Zemun. Em 1962, o clube foi promovido ao grupo Leste da Segunda Liga Iugoslava, que na época era dividido em dois grupos geográficos, Leste e Oeste. Permaneceu no segundo nível nacional por duas temporadas, após as quais voltou à liga da república sérvia, terceira divisão iugoslava. No final da década de 1960, o clube passou por dificuldades financeiras e, em 23 de fevereiro de 1969, fundiu-se com o FK Galenika, clube patrocinado pela Galenika a.d., uma empresa farmacêutica localizada em Zemun. Sob o novo nome FK Galenika Zemun, e com novo apoio financeiro, o clube logo retornou às ligas superiores, ganhando a promoção logo em 1970 para a Segunda Liga Iugoslava. Treinado por Ivan Čabrinović, o clube tornou-se uma das equipas mais fortes da segunda liga e, depois de várias vezes disputado, conseguiu finalmente a promoção à Primeira Liga Jugoslava em 1982. Nessa mesma época, o clube chegou às semifinais da Copa da Iugoslávia de 1981–82, onde perdeu para os vencedores da taça Estrela Vermelha de Belgrado. O clube jogou na Primeira Liga Iugoslava de 1982–83, no entanto, terminou em último lugar na tabela e posteriormente rebaixado para a Segunda Liga. Em 1º de janeiro de 1985, o clube mudou seu nome para o que ainda hoje carrega, FK Zemun.

## Títulos
O clube não possui nenhum título de relevância